# Villa Duncklenberg
Die Villa Duncklenberg (ehemalige Anschrift Katernberger Straße 220) war eine Villa in Wuppertal-Elberfeld, Stadtbezirk Uellendahl-Katernberg. Die um 1895 erbaute Villa wurde, bevor das Denkmalschutzgesetz im März 1980 in Kraft trat und es ein gesetzliches Mittel gegen den Abbruch gab, 1979 vom Eigentümer niedergelegt. Sie galt als Baudenkmal und war in der amtlichen Liste des Landeskonservators aufgeführt.
Die im klassizistischen Stil ausgeführte zweigeschossige Villa war siebenachsig, unterhalb des Daches noch mit einem Mezzaningeschoss. Zur Schauseite hin lag ein dreiachsiger schwach angedeuteter Mittelrisalit mit einem flachen Zwerchgiebel. Die kleinen Fenster des Mezzaningeschosses waren mit Schlagläden versehen.
Sie wurde 1871 vom Architektenbüro „Kyllmann & Heyden“ (Walter Kyllmann und Adolf Heyden) entworfen.